# Bergvik Skog
Bergvik Skog AB var ett av Sveriges största skogsägande bolag med en årlig avverkningsvolym på ca 6 miljoner m3 i Sverige. I Lettland var Bergvik Skog den största privata markägaren. Det svenska innehavet omfattade drygt 2,3 miljoner hektar och det lettiska drygt 0,1 miljoner hektar. Bergvik Skog ägde även tre skogsplantskolor som årligen levererade ca 55 miljoner plantor. Bolaget stöttade omställningen till ökad andel förnyelsebar energi genom att utveckla vindkraftparker och arrendera ut mark för vindkraftverk. Bergvik Skog arrenderade även ut mark och vatten för jakt och fiske samt upplåter mark för täktverksamhet. Bergvik Skog är sedan bolaget bildades 2004 FSC®- och PEFC-certifierat i Sverige och sedan 2013 FSC-certifierat i Lettland. Sedan 2014 var hela den svenska verksamheten även miljöcertifierat enligt ISO 14001. Bergvik Skog hade sitt säte i Falun och VD sedan 2010-2019 var Elisabet Salander Björklund.
Den 31 maj 2019 genomfördes en omstruktureringen av Bergvik Skog. Bolaget avyttrade Bergvik Skog Öst till BillerudKorsnäs. Bergvik Skog Plantor, ett antal vindkraftsprojekt och tomtområdet Stabergsviken avyttrades till Stora Enso. Vidare delades Bergvik Skog Väst i 7 delar. 
Den 17 december 2021 likviderades bolaget.

## Markinnehav Sverige
Bergvik Skogs svenska markinnehav låg till största delen i Mellansverige men det omfattade även fastigheter i Halland, Härjedalen samt Jämtland. Största delen av markinnehavet var produktiv skogsmark men ca 15 % är lågproduktiv mark som inte kan producera över en skogskubikmeter per hektar och år. Dessa så kallade impediment är undantagna från aktivt skogsbruk genom lagstiftning. Av Bergvik Skogs totala produktiva skogsmarksinnehav på 1,9 miljoner hektar i Sverige var ca 100 000 hektar produktiv skogsmark långsiktigt frivilligt skyddad för naturvårdsändamål. Bergvik Skog avstod även från att bruka den fjällnära skogen ovan naturvårdsgränsen i Härjedalen och stora delar av den fjällnära skogen i Dalarna.   
På Bergvik Skogs svenska skogsmark producerades huvudsakligen timmer och massaved av gran och tall. Ett handlingsprogram för en ökande andel lövträd och lövbestånd i Bergviks skogar finns, vilket på sikt ska leda till mer lövproduktion. Bergvik Skog har ingen egen massa- eller sågverksindustri. Den råvara som producerades köptes av Stora Enso och Billerud Korsnäs som avverkningsrätter, vilka garanterades genom långsiktiga virkesavtal.

## Markinnehav Lettland
Bergvik Skog etablerades i Lettland 2008 genom köpet av aktierna i de lettiska bolagen Sia Fraxinus och Sia Ruda. Därefter har ytterligare mark köpts in och innehavet uppgick till ca 0,1 miljoner hektar. Det lettiska innehavet bestod av många små spridda fastigheter med två huvudsakliga koncentrationer i den västligaste respektive den östligaste delen av landet. Skogsinnehavet om 79 000 hektar dominerades av lövskog, framför allt björk. Då hade ca 11 % av markinnehavet någon form av skydd inklusive reservat och skyddszoner (där viss brukning kan tillåtas). I den skyddade arealen ingick även nyckelbiotoper som identifierades. Utöver skogen omfattade innehavet ca 24 000 hektar åkermark. Om åkermarken var av god kvalitet såldes den successivt av till lokala bönder, alternativt arrenderas den ut. Den åkermark som är av svagare kvalitet planterades med skog. För den lettiska verksamheten har Bergvik Skog sedan starten 2008 arbetat för att bygga upp en egen skoglig förvaltning. 2015 finns 23 heltidsanställda fördelat på huvudkontoret i Riga, distriktskontoren i Ludza och Kuldiga.

## Vindkraft
Bergvik Skog verkade för etablering av vindkraftverk på bolagets mark i Sverige. Syftet för Bergvik Skog var att öka bolagets avkastning och värde samt att bidra till omställningen av Sveriges energisystem. Bergvik Skog upplät arrenden för vindkraft men utvecklade även egna större vindkraftprojekt. Projekten överläts sedan till annan part som byggde vindparken. Vid utgången av 2015 fanns det 107 vindkraftverk på bolagets mark, totalt bidrog dessa med ca 900 GWh förnyelsebar el per år.

## Plantskolor
Bergvik Skog hade tre plantskolor belägna i Nässja i Gästrikland, Sör Amsberg i Dalarna och Sjögränd i Värmland. Plantskolorna har totalt 53 anställda. Tillsammans levererade plantskolorna ca 60 miljoner plantor på ett år, framför allt av gran och tall. Ungefär 70 % av plantorna användes till återplantering på Bergvik Skogs marker, resterande säljs till externa kunder. Bergvik Skog ägde även eller hade del i ett antal fröplantager. För att skydda plantorna mot snytbaggar, en av de värsta skadegörarna på skogsplantor, erbjöd Bergvik Skog Plantor tre olika typer av skydd. De mekaniska skydden Bugstop och Conniflex samt det kemiska skyddet Merit Forest. Ungefär hälften av de producerade plantorna fick någon form av skydd mot skadegörare, en sjunkande andel utgjordes av kemiskt skydd.

## Ägare
Bergvik ägdes, förutom av Stora Enso och Billerud Korsnäs, i huvudsak av institutionella ägare. Stora Enso AB 49 %, FAM AB 15 %, Länsförsäkringar 14,9 %, Billerud Korsnäs AB 5, 0 %, Kåpan pensioner Försäkringsförening 5,0 %, 3:e AP-fonden 4,9 %, Persson Invest 1,7 %, Tham Invest AB 1,2 %, Nordea Liv Sverige 1,0 %, AB Karl Hedin 0,9 %, Proventus 0,6 %, Stora Enso Gemensamma Pensionsstiftelse 0,2 %, mindre innehav 0,6 %.

## Historik
Bergvik Skog AB koncernen bildades den 25 mars 2004 i samband med att Bergvik Skog förvärvade all den skogsmark som Stora Enso och Korsnäs AB tidigare ägde i Sverige. Totalt var detta 1 542 000 hektar produktiv skogsmark från Stora Enso och 321 000 hektar från Korsnäs. Bergvik förvärvade samtidigt två skogsplantskolor från Stora Enso och en från Korsnäs. Namnet är kopplat till Bergvik och Ala AB, som köptes av dåvarande Stora.

## Externa sidor
- Bergvik Skog AB hemsida
- Bergvik Skog AB hemsida för vindkraftprojekt
- Bergvik Skog AB hemsida för den lettiska verksamheten
- Bergvik Skog AB hemsida Ledning